# David Bronstein
David Ionovich Bronstein (russisk: Дави́д Ио́нович Бронште́йн tr. David Ionovitj Bronsjtejn ; født 19. februar 1924, død 5. december 2006) var kendt som en førende sovjetisk skakstormester og -skribent. Han var af jødisk oprindelse, født i Bila Tserkva nær Kijev i Ukraine og betegnes som et kreativt geni og som taktikkens mester af eksperter og tilhængere over hele verden, der også fremhæver, at hans spil viser, at skak kan betragtes både som videnskab og kunst.
Hans første internationale turneringssucces opnåede han i interzoneturneringen 1948 i Saltsjöbaden, hvor han kvalificerede sig til kandidatturneringen 1950 i Budapest, hvor han blev endelig vinder efter en omkamp med Isaak Boleslavskij i Moskva. I denne periode var Bronsteins spillestyrke stærkt stigende, mens han forberedte sig på udfordringsmatchen om verdensmesterskabet i 1951.
Han tilhørte den lille gruppe af de bedste skakstormestre, som det aldrig lykkedes at blive verdensmester (og blandt hvilke man i nyere tid også finder fremtrædende spillere som Paul Keres, Viktor Kortjnoj og Bent Larsen), men han kom så tæt på som det er muligt ved at spille uafgjort 12-12 i udfordringsmatchen mod den regerende verdensmester Mikhail Botvinnik. Under FIDEs regler beholder verdensmesteren i denne situation sin titel, og det lykkedes aldrig Bronstein at komme så tæt på igen. Som i en del andre tilfælde er der fremsat teorier om, at den sovjetiske ledelse tvang Bronstein til at lade russeren Botvinnik vinde, ligesom der omkring kandidatturneringen 1953 i Zurich er tilsvarende spekulationer om pression mod de ikke-russiske spillere Keres og Bronstein for at sikre Vasilij Smyslov sejren. 
Bronstein opnåede førstepladsen i mange turneringer, hvoraf de mest bemærkelsesværdige er USSR-mesterskabet i 1948 (sammen med Aleksandr Kotov) og 1949 (sammen med Vasilij Smyslov). Han vandt desuden Moskvamesterskabet 6 gange og repræsenterede Rusland ved Skakolympiaderne i 1952, 1954, 1956 og 1958, hvor han hver gang vandt præmie for spillet ved det bræt, han stod for. 
Som skakskribent skrev David Bronstein både et antal bøger og mange artikler. Han var måske mest kendt for sin højt ansete udgivelse af Zurich International Chess Tournament 1953 (turneringsbogen for den internationale skakturnering i Zürich 1953) og som medforfatter af The Sorcerer's Apprentice (Troldmandens lærling) (1995). Begge værker er højdepunkter i skaklitteraturen, og Bronstein søger i dem at udbygge idéerne bag spillernes træk snarere end at bebyrde læserne med endeløse analyser af træk, som aldrig blev foretaget. I teorien om skakåbninger har han især bidraget med at ændre kongeindisk fra at være en tvivlsom åbning og til at være et moderne, pålideligt forsvar, som det også fremgår af hans bidrag til bogen: Bronstein on the King's Indian (Bronstein om kongeindisk) fra 1999.
Selvom Bronsteins samlede score mod Botvinnik er negativ, vandt han flere gange over denne med de sorte brikker. En af disse gevinster (fra Mosksva 1951) følger her i algebraisk notation:
1.d4 Sf6 2.c4 e6 3.Sc3 Lb4 4.e3 O-O
5.Ld3 c5 6.Sf3 b6 7.O-O Lb7 8.Sa4 cxd4
9.a3 Le7 10.exd4 Dc7 11.b4 Sg4 12.g3 f5
13.Sc3 a6 14.Te1 Sc6 15.Lf1 Sd8 16.Lf4 Ld6 17.Lxd6 Dxd6 18.Lg2 Sf7 19.c5 Dc7 20.Tc1 Tae8 21.Sa4 b5 22.Sc3 f4 23.d5 fxg3 24.fxg3 exd5 25.Dd4 Sf6 26.Sh4 Te5 27.Txe5 Dxe5 28.Dxe5 Sxe5 29.Sf5 Sc4 30.Td1 Kh8 31.Te1 Sxa3 32.Sd6 Lc6
33.Ta1 Sc2 34.Txa6 d4 35.Scxb5 Lxg2 36.Kxg2 Sg4 37.Sf5 d3 38.Td6 Txf5 39.Txd7 Sce3+ 0-1